# Lola, la película
Pour plus de détails, voir Fiche technique et Distribution.
Lola, la película est un film espagnol réalisé par Miguel Hermoso, sorti en 2007.

## Synopsis
La vie de la danseuse de flamenco Lola Flores.

## Fiche technique
- Titre : Lola, la película
- Réalisation : Miguel Hermoso
- Scénario : Xesc Barceló, Miguel Hermoso, Antonio Onettiet Juan Carlos Rubio
- Musique : Víctor Reyes
- Photographie : Hans Burmann
- Montage : Koldo Idígoras
- Production : Agustí Mezquida et Tadeo Villalba hijo
- Société de production : Antena 3 Televisión et Prodigius Audiovisual
- Pays :  Espagne
- Genre : Biopic
- Durée : 100 minutes
- Dates de sortie :
  -  Espagne : 16 mars 2007

## Distribution
- Gala Évora : Lola Flores
- José Luis García-Pérez : Manolo Caracol
- Carlos Hipólito : Arenzana
- Alfonso Begara : Antonio González « El Pescaílla »
- Antonio Morales : Perico González
- David Arnaiz : Carlitos
- José Manuel Cervino : Heredia
- Ana Fernández : Rosario
- Kiti Mánver : Mari Blanca
- Mercedes Hoyos : Tata Dolores
- Ramon Villegas : Biosca
- Álex Adróver : Ramallets
- Selu Nieto : Antonio Burgos[1]

## Distinctions
Le film a été nommé pour deux prix Goya.